# Ziritzícuaro
Ziritzícuaro är en ort i Mexiko.   Den ligger i kommunen Zirándaro och delstaten Guerrero, i den södra delen av landet, 260 km väster om huvudstaden Mexico City. Ziritzícuaro ligger 177 meter över havet och antalet invånare är 234. Den ligger vid sjön Presa Adolfo López Mateos.
Terrängen runt Ziritzícuaro är huvudsakligen kuperad, men den allra närmaste omgivningen är platt. Ziritzícuaro ligger nere i en dal. Runt Ziritzícuaro är det glesbefolkat, med 11 invånare per kvadratkilometer. Närmaste större samhälle är La Quetzería, 14,6 km nordost om Ziritzícuaro. Trakten runt Ziritzícuaro består till största delen av jordbruksmark.